# Oh, Kay!
Oh, Kay! ist ein Musical mit der Musik von George Gershwin und den Gesangstexten von Ira Gershwin. Das Buch stammt von Guy Bolton und P. G. Wodehouse. Die Show wurde von Alexander A. Aarons und Vinton Freedley produziert; die Rolle der Kay war auf Gertrude Lawrence zugeschnitten, in einer weiteren Hauptrolle war Victor Moore zu sehen.
Die Broadway-Uraufführung fand am 8. November 1926 im Imperial Theatre statt, die Erstaufführung im Londoner West End am 21. September 1927 im His Majesty’s Theatre. Im deutschsprachigen Raum wurde das Musical erstmals am 31. Mai 1978 an den Städtischen Bühnen Dortmund gezeigt; die Übersetzung ist von Max Colpet.

## Handlung
Das Stück spielt in Long Island zur Zeit der Alkoholprohibition. Ein seit längerer Zeit leer stehendes Strandhaus in East Hampton ist von Alkoholschmugglern zum Lager umfunktioniert worden. Bei den Schmugglern handelt es sich um Shorty McGee, Larry Potter und einen englischen Adligen, genannt „The Duke“. Die Yacht des Dukes liegt zur Zeit der Handlung vor diesem Strand auf Reede. Sein Schiff dient als Schmuggeltransporter – an Bord befindet sich seine Schwester, Lady Kay.

Von all dem weiß der Millionär Jimmy Winter nichts. Er möchte in seinem Sommerhäuschen seine Trauung mit Constance Appleton feiern. Er hegt auch keinerlei Misstrauen gegen Shorty, der sich als Butler ausgibt, um den Alkohol im Keller zu sichern. Dafür hat Jimmy auch keine Zeit, denn seine Frau akzeptiert die Scheidungsbedingungen nicht. Davon, dass Jimmy noch nicht geschieden ist, weiß Constance nichts und verlässt verärgert das Haus. Kaum ist die Braut weg, erscheint Kay, die hatte Jimmy ein Jahr zuvor, am selben Strandabschnitt vor dem Ertrinken gerettet. Weil ihr ein Officer von der Zollbehörde auf den Fersen ist, gibt sie sich als frisch Vermählte aus – und Jimmy verliebt sich in sie. Am nächsten Morgen kommt Constance in Begleitung ihres Vaters, Richter Appleton, um die Hochzeitsangelegenheit zu klären. Zu ihrer Zufriedenheit erhält Jimmy die Nachricht, dass seine Frau doch in die Scheidung einwilligt. Kay schlüpft nun in die Rolle der Butler-Frau, so dass die beiden die Gesellschaft als Dienerehepaar versorgen. Während nun die Schmuggler darüber nachdenken, wie sie den Alkohol aus dem Haus raus kriegen, beabsichtigt Kay Jimmys Heirat zu verhindern. Um alle Interessen zusammenzuführen, gibt sich Shorty bei der Trauung als verdeckter Ermittler der Zollbehörde aus, verhaftet Jimmy wegen Verstoßes gegen das Prohibitionsgesetz, indessen Larry und der Duke die beschlagnahmte Ware auf einen Lastkraftwagen laden. Als dann Beamte der Zollbehörde auftauchen und Shorty, Jimmy und Kay verhaften wollen, platzt die Hochzeit mit Constance endgültig. Larry gibt sich als Hilfssheriff aus und rettet den Alkohol vor der Behörde. Dieser geht so der Beweis samt Schmuggler verloren, woraufhin Jimmy und Kay freigelassen werden und gleich am nächsten Tag heiraten.
Die Rolle des englischen Aristokraten, „The Duke“, wird im West End zum „Duke of Datchet“. In der 1960er Off-Broadway-Inszenierung von P. G. Wodehouse im East 74th Street Theatre wird sie als „Earl of Blandings“ betitelt.

## Bekannte Musiknummer
- Someone to Watch over Me
- Clap Yo’ Hands
- Do, Do, Do

## Verfilmung
Oh, Kay! wurde 1928 stumm verfilmt, Regie führte Mervyn LeRoy.